# (400216) 2007 CC5
(400216) 2007 CC5 es un asteroide perteneciente al cinturón de asteroides, descubierto el 6 de febrero de 2007 por el equipo del Spacewatch desde el Observatorio Nacional de Kitt Peak, Arizona, Estados Unidos.

## Designación y nombre
Designado provisionalmente como 2007 CC5.

## Características orbitales
2007 CC5 está situado a una distancia media del Sol de 2,132 ua, pudiendo alejarse hasta 2,302 ua y acercarse hasta 1,961 ua. Su excentricidad es 0,080 y la inclinación orbital 3,802 grados. Emplea 1137,19 días en completar una órbita alrededor del Sol.

## Características físicas
La magnitud absoluta de 2007 CC5 es 18,5.